# Вук Мирчетић
Вук Мирчетић (Београд, 5. јануар 1989) је српски политичар и предавач. Члан је Српске напредне странке и њеног Главног одбора. Један је од полазника, прве генерације Академије младих лидера, у организацији Српске напредне странке и фондације "За српски народ и државу". Налази се на месту повереника, Савета за културу и туризам, општинског одбора СНС Вождовца. Учесник је бројних семинара и конференција, као и носилац многобројних сертификата.

## Биографија
Рођен је 5. јануара 1989. године, у Београду. Живи у насељу Јајинци, општина Вождовац. Завршио је Прву београдску гимназију. Основне и мастер академске студије, завршио је на Факултету за примењени менаџмент, економију и финансије, где је након завршених основних академских студија, у области менаџмента, стекао звање дипломираног економисте, а затим и мастер економисте. Тренутно похађа, докторске академске студије, на Факултету организационих наука, Универзитета у Београд.
Од 2007. године је сертификовани међународни предавач и лиценцирани едукатор. Путем неформалног, додатног и целоживотног образовања, успешно је завршио преко сто педесет програма додатног образовања у Србији и иностранству, од којих се издвајају она усавршавања у организацији Универзитет у Оксфорду, Руске федералне агенције за послове младих у оквиру Владе Русије, Савета Европе, International Republican Institute (САД), Konrad Adenauer Stiftung, ОЕБС, British Council-а, American Councils for International education, Сталне конференције градова и општина, Привредне коморе Србије, European Training Academy, Balkan Security Network, појединих домаћих министарстава, многобројних организација, компанија и других.
Од 2018. Године, од стране Републике Србије акредитован је као, предавач за осам области, решењем министра државне управе и локалне самоуправе Републике Србије број 151-00-21/2017-13/305, од априла 2018. године. Области за које је га је држава препознала као експерта и акредитовала су: Управљање тимовима, Технике тимског рада, Тренинг за тренере, Лидерске вештине, Презентационе вештине, Грађанско учешће и сарадња са организацијама цивилног друштва, Развој и управљање пројектима у складу са ЕУ процедурама и Политике запошљавања. Поседује сертификате за интернет и графички дизајн, стечене након успешно завршене обуке и положеног испита, при лиценцираном Adobe тренинг центру. Менаџер за е-пословање је од 2012. године, када је завршио сертификовани програм под покровитељством Министарства културе Републике Србије.

## Радно искуство
У фебруару 2014. године, постаје саветник председника Градске општине Вождовац, а касније спроводи и реализује активности и пројекте, које му поверава председник општине. Ангажман у Градској општини Вождовац, трајао је до августа 2020. године, када постаје народни посланик Републике Србије, на листи Александар Вучић, За нашу децу. Такође, обавља и функцију директора Института за право и финансије, образовне институције из Београда од 2015. године. На Факултету за примењени менаџмент, економију и финансије ради у настави од 2017. године, прво као сарадник у настави, а затим је академске 2019/20. године изабран у звање асистент за ужу научну област Општи менаџмент и ангажован на предмету Менаџмент људских ресурса на основним академским студијама на три студијска програма, економија, менаџмент и информационе технологије, и на предмету Управљање људским ресурсима на мастер академским студијама, на студијском програму Менаџмент.
Од 2019. године је предметни професор на Бизнис Академији, на предметима Лидерство, Проналажење људских ресурса и Вештине јасне и уверљиве презентације. Предавач је по позиву, у оквиру European Training Academy на програмима едукације за писање предлога пројеката за ЕУ фондове, као и у оквиру Наставног центра Информатика АД за различите области. У фебруару 2019. године постаје акредитовани предавача Националне академије за јавну управу Републике Србије, централне институције система стручног усавршавања у јавној управи Републике Србије, са статусом јавно признатог организатора активности неформалног образовања одраслих. Његово име налази се на Сталној листи предавача и других реализатора обука Националне академије за јавну управу.
Дана, 20. јуна 2022. године, на Седници Скупштине града Београда, на предлог кандидата за градоначелника Београда, Александра Шапића, изгласан је од стране 57 одборника, за једног од 13 чланова градског Већа.

## Занимљивости
Од 2009. године, до 2020. године, био је председник карлинг клуба "Вукови", председник је хуманитарне организације Development Center (од 2011. године), супервизор организације Serbian Intelligence Network у оквиру World Intelligence Network (од 2011. године) и председник PolitIQal Society (од 2013. године).   
Од фебруара 2017. године до августа 2020. године, био је председник Савета за запошљавање Градске општине Вождовац и са својим тимом остварио запажене резултате у домену смањења стопе незапослености на територији Градске општине Вождовац. Такође, био је један од идејних твораца Сајма за запошљавање на овој општини.   
Од 2018. године до августа 2020. године био је председник Школског одбора Основне школе „Јајинци“ и у том периоду, запажено је унапређење рада запослених, што је резултирало и побољшаним успехом ученика основне школе. Обе наведене функције, обављао је волонтерски.   
Учесник је бројних хуманитарних акција и еколошких иницијатива, које су имале за циљ, очување природе. Члан је удружења "Адлигат". У Народној скупштини Републике Србије, члан је одбора за: уставна питања и законодавство, културу и информисање и европске интеграције. Такође, члан је у групама пријатељства са: Египтом, Кином, Канадом, Аустралијом, Данском, Словенијом, Швајцарском, Шведском и многим другима земљама, а на месту председника групе пријатељства са Анголом и Малезијом.

## Научно- истраживачки рад
До сада је самостално или са групом аутора, као први аутор или коаутор написао и објавио преко 30 научних радова, који су објављивани у Србији и иностранству. У складу са одредбама Правилника о поступку, начину вредноваља и квантитативном исказивању научноистраживачких резултата истраживача Републике Србије („Службени гласник Републике Србије“, бр. 24/2016 и 21/2017) које се односе на врсте и квантификацију индивидуалних научноистраживачких резултата. Неки од значајнијих радова су:
1. Мирчетић, В., и Вукотић, С. (2017). Системи награђивања запослених: позитивни и негативни ефекти. Зборник радова међународне научно-стручне конференције: Иновацијама до одрживог развоја, Факултет за примењени менаџмент, економију и финансије, Београд, Србија, 312-319.
2. Цвијановић, Д., Мирчетић, В. и Вукотић, С. (2018). Ситуационо лидерство: Примена одговарајућег стила у зависности од развојног нивоа следбеника. Зборник радова 8. међународног симпозијума о управљању природним ресурсима ИСНРМ 2018, Факултет за менаџмент Зајечар, Мегатренд Универзитет Београд, Зајечар, Србија, 59-65.
3. Радловачки, К. и Мирчетић, В. (2018). Улога менаџера експатријата у пословању филијала мултинационалне компаније. Македонски Интернационални часопис о Маркетингу 4(8), 115-123.
4. Мирчетић, В. (2018). Развој лидерства и детерминисање модерног приступа лидерству. ФБИМ Трансацтионс, 6(2). 90-97.
5. Радосавац, А., Мирчетић, В. и Новаковић, С. (2018). Конкурентност као фактор раста и развоја. Зборник радова са међународно научно-стручне конференције МЕФкон, Факултет за примењени менаџмент, економију и финансије, Београд, Србија. 256-264.
6. Цвијановић, Д., Мирчетић, В., и Вукотић, С. (2019). Развој и дефинисање бренда туристичке дестинације. Зборник радова ВИИИ међународног симпозијума о управљању природним ресурсима ИСНРМ 2019 (стр. 303-309). Зајечар, Србија, 31. мај 2018: Мегатренд Универзитет Београд, Факултет за менаџмент Зајечар.
7. Вукотић, С., Брзаковић, М., и Мирчетић, В. (2019). Корпоративна припадност запослених: Формула успеха организације. Војно дело, 7, 404-418.
8. Мирчетић, В., Јаношик, М. и Малешевић, А. (2019). Детерминисање лидерства и компарација теоријских приступа.  Зборник радова са међународно научно-стручне конференције МЕФкон, Факултет за примењени менаџмент, економију и финансије, Београд, Србија. 146-155.